# Cheng Hui
Cheng Hui (jedn. kineski   程晖) (Cheng je prezime) (Zigong, 23. prosinca 1972.) je kineska hokejašica na travi. 
Od velikih natjecanja, sudjelovala je na OI 2000. u Sydneyu, na kojima je igrala na svim susretima, postigavši jedan pogodak, osvojivši s Kinom peto mjesto, i na OI 2004. u Ateni, na kojima je također igrala na svim susretima, osvojivši četvrto mjesto, izgubivši susret za brončano odličje od Argentinki.

## Vanjske poveznice
- Podatci